# Formsjön
Formsjön är en sjö i Storumans kommun i Lappland och ingår i Umeälvens huvudavrinningsområde. Sjön har en area på 0,618 kvadratkilometer och ligger 638,2 meter över havet. Sjön avvattnas av vattendraget Formbäcken.

## Delavrinningsområde
Formsjön ingår i det delavrinningsområde (728742-146934) som SMHI kallar för Mynnar i Stor-Björkvattnet. Medelhöjden är 615 meter över havet och ytan är 19,31 kvadratkilometer. Det finns inga avrinningsområden uppströms utan avrinningsområdet är högsta punkten. Formbäcken som avvattnar avrinningsområdet har biflödesordning 3, vilket innebär att vattnet flödar genom totalt 3 vattendrag innan det når havet efter 375 kilometer. Avrinningsområdet består mestadels av skog (91 procent). Avrinningsområdet har 0,62 kvadratkilometer vattenytor vilket ger det en sjöprocent på 4 procent.